# Arthur Brown (politikus)
Arthur Brown (Kalamazoo, 1843. március 8. – Washington, 1906. december 12.) az Amerikai Egyesült Államok szenátora (Utah, 1896–1897).